# Musaranya de Preble
La musaranya de Preble (Sorex preblei) és una espècie de la família de les musaranyes (Soricidae). Viu al sud de la Colúmbia Britànica (Canadà) i l'oest dels Estats Units.